# Saratov (dampskib)
Saratov var et dampskib bygget på Burmeister & Wain i København i 1888 som et godsskib med tre dæk. Skibets første navn var Leopold II og ejedes af Det Forenede Dampskibs-Selskab, men i 1911 blev skibet solgt til Det Nordvest-russiske Dampskibs-selskab, et DFDS-kontrolleret aktieselskab, og omdøbtes til Saratov. Skibet havde hjemsted i Libau og sejlede under russisk flag.
Under 1. verdenskrig brugtes Saratov af det tyske militær som lagerskib frem til våbenstilstanden den 18. november 1918. Saratov mobiliseredes til den lettiske krig for uafhængighed den 8. januar 1919 af Kārlis Ulmanis' midlertidige regering, og den 10. januar 1919 hejstes det lettiske brunrød-hvide-brunrøde flag. Dampskibet er gået over i historien som skibet der bragte Letlands midlertidige regering fra Liepāja til Riga efter det tyskbaltiske kupforsøg den 16. april 1919.